# 锅底河水库
锅底河水库，又称兴西湖水库，是中国贵州省黔西南布依族苗族自治州兴义市坪东街道境内的一座水库，位于西江水系锅底河上，建于1972年。水库正常库容为2200万立方米，集雨面积为30平方千米，海拔为1425.2米。